# اسپرس کوتوله
اسپرس کوتوله، اسپرس بی‌ساقه (نام علمی: Onobrychis acaulis) نام یک گونه از سرده اسپرس است.